# Lijst van prefecten voor de Geloofsleer

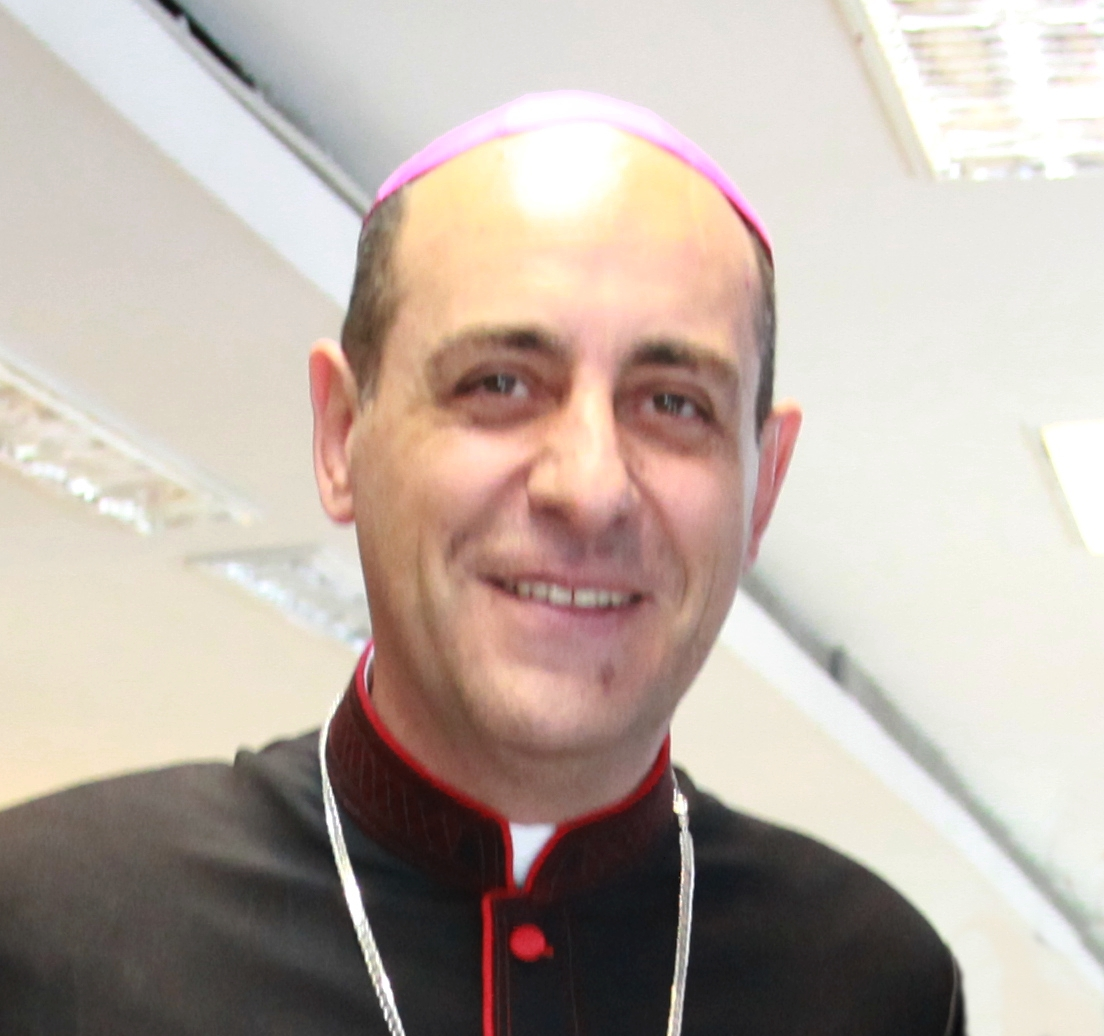
Víctor Manuel Fernández, prefect sinds 2023

Onderstaand volgt een lijst van prefecten van de dicasterie voor de Geloofsleer, een orgaan van de Romeinse Curie.
| Congregatie van het Sanctum Officium | Congregatie van het Sanctum Officium |
| ------------------------------------ | ------------------------------------ |
| 1908-1913                            | Mariano Rampolla del Tindaro         |
| 1914                                 | Domenico Ferrata                     |
| 1914-1930                            | Rafael Merry del Val                 |
| 1930-1939                            | Donato Sbarretti                     |
| 1939-1951                            | Francesco Selvaggiani                |
| 1951-1959                            | Giuseppe Pizzardo                    |
| 1959-1965                            | Alfredo Ottaviani                    |
| Congregatie voor de Geloofsleer      |                                      |
| 1965-1968                            | Alfredo Ottaviani                    |
| 1968-1981                            | Franjo Šeper                         |
| 1981-2005                            | Joseph Ratzinger                     |
| 2005-2012                            | William Levada                       |
| 2012-2017                            | Gerhard Müller                       |
| 2017-2022                            | Luis Ladaria Ferrer S.J.             |
| Dicasterie voor de Geloofsleer       |                                      |
| 2022-2023                            | Luis Ladaria Ferrer                  |
| 2023-heden                           | Víctor Manuel Fernández              |